# Xiyanchi-Gräber
Die Xiyanchi-Gräber (chinesisch 洗砚池墓群, Pinyin Xǐyànchí mùqún) in der Stadt Linyi im Südosten der chinesischen Provinz Shandong sind zwei gut erhaltene, aus Ziegeln erbaute Gräber aus der Zeit der Westlichen Jin-Dynastie. Sie wurden im Mai und Juni 2003 bei Bauarbeiten an der ehemaligen Residenz des berühmten Kalligraphen Wang Xizhi entdeckt und enthielten eine Fülle von Grabbeigaben. Seit 2006 stehen sie auf der Liste der Denkmäler der Volksrepublik China (6-258). Sie sind auch unter dem chinesischen Namen Shāndōng Línyí Xǐyànchí Jìnmù (山东临沂洗砚池晋墓 – „Jin-Gräber von Xiyanchi, Linyi, Shandong“) bekannt.